# Race of Champions 1983
Race of Champions 1983 je bila edina neprvenstvena dirka Formule 1 v sezoni 1983. Odvijala se je 10. aprila 1983. Bila je ne samo zadnja dirka Race of Champions, ampak tudi zadnja neprvenstvena dirka Formule 1 sploh. Razlog za to je upad zanimanja dirkačev in moštev za tovrstne dirke, ki je posledica vse dražje Formule 1. Tako se je te dirke udeležilo le trinajst dirkačev. 

### Prijavljeni
| Št | Dirkač               | Moštvo                         | Šasija         | Motor                      | Pnevmatike |
| -- | -------------------- | ------------------------------ | -------------- | -------------------------- | ---------- |
| 1  | Keke Rosberg         | TAG Williams Team              | Williams FW08C | Ford Cosworth DFV V8       | G          |
| 4  | Danny Sullivan       | Benetton Tyrrell Team          | Tyrrell 011    | Ford Cosworth DFV V8       | G          |
| 5  | Hector Rebaque       | Fila Sport                     | Brabham BT52   | BMW M12/13 4 in-line (t/c) | M          |
| 7  | John Watson          | Marlboro McLaren International | McLaren MP4/1C | Ford Cosworth DFV V8       | M          |
| 12 | Nigel Mansell        | John Player Team Lotus         | Lotus 93T      | Renault EF1 V6 (t/c)       | P          |
| 17 | Jean-Louis Schlesser | RAM Automotive Team March      | March-RAM 01   | Ford Cosworth DFV V8       | P          |
| 26 | Raul Boesel          | Equipe Ligier Gitanes          | Ligier JS21    | Ford Cosworth DFV V8       | M          |
| 28 | René Arnoux          | Scuderia Ferrari SpA SEFAC     | Ferrari 126C2B | Ferrari 126C V6 (t/c)      | G          |
| 29 | Chico Serra          | Arrows Racing Team             | Arrows A6      | Ford Cosworth DFV V8       | G          |
| 30 | Alan Jones           | Arrows Racing Team             | Arrows A6      | Ford Cosworth DFV V8       | G          |
| 33 | Roberto Guerrero     | Theodore                       | Theodore N183  | Ford Cosworth DFV V8       | G          |
| 34 | Brian Henton         | Theodore                       | Theodore N183  | Ford Cosworth DFV V8       | G          |
| 40 | Stefan Johansson     | Spirit Racing                  | Spirit 201     | Honda RA163-E V6 (t/c)     | G          |

## Rezultati

### Kvalifikacije
| Poz | Št | Dirkač               | Moštvo             | Čas      | Zaostanek |
| --- | -- | -------------------- | ------------------ | -------- | --------- |
| 1   | 1  | Keke Rosberg         | Williams-Cosworth  | 1:15.766 | —         |
| 2   | 28 | René Arnoux          | Ferrari            | 1:15.839 | +0.073    |
| 3   | 30 | Alan Jones           | Arrows-Cosworth    | 1:17.501 | +1.735    |
| 4   | 7  | John Watson          | McLaren-Cosworth   | 1:18.062 | +2.296    |
| 5   | 4  | Danny Sullivan       | Tyrrell-Cosworth   | 1:18.446 | +2.680    |
| 6   | 34 | Brian Henton         | Theodore-Cosworth  | 1:18.549 | +2.783    |
| 7   | 33 | Chico Serra          | Theodore-Cosworth  | 1:18.862 | +3.096    |
| 8   | 12 | Nigel Mansell        | Lotus-Renault      | 1:18.894 | +3.128    |
| 9   | 26 | Raul Boesel          | Ligier-Cosworth    | 1:19.236 | +3.470    |
| 10  | 5  | Hector Rebaque       | Brabham-BMW        | 1:19.592 | +3.826    |
| 11  | 29 | Chico Serra          | Arrows-Cosworth    | 1:22.402 | +6.636    |
| 12  | 40 | Stefan Johansson     | Spirit-Honda       | 1:35.500 | +19.734   |
| 13  | 17 | Jean-Louis Schlesser | RAM March-Cosworth | no time  | —         |

### Dirka
| Poz | Št | Dirkač               | Moštvo             | Krogi | Čas/Odstop  |
| --- | -- | -------------------- | ------------------ | ----- | ----------- |
| 1   | 1  | Keke Rosberg         | Williams-Cosworth  | 40    | 53:15.253   |
| 2   | 4  | Danny Sullivan       | Tyrrell-Cosworth   | 40    | 53:15.743   |
| 3   | 30 | Alan Jones           | Arrows-Cosworth    | 40    | 53:43.895   |
| 4   | 34 | Brian Henton         | Theodore-Cosworth  | 40    | 53:55.773   |
| 5   | 26 | Raul Boesel          | Ligier-Cosworth    | 40    | 53:56.224   |
| 6   | 17 | Jean-Louis Schlesser | RAM March-Cosworth | 39    | +1 krog     |
| 7   | 33 | Roberto Guerrero     | Theodore-Cosworth  | 39    | +1 krog     |
| Ods | 29 | Chico Serra          | Arrows-Cosworth    | 30    | Menjalnik   |
| Ods | 28 | René Arnoux          | Ferrari            | 23    | Pnevmatike  |
| Ods | 5  | Hector Rebaque       | Brabham-BMW        | 14    | Pnevmatike  |
| Ods | 7  | John Watson          | McLaren-Cosworth   | 8     | Menjalnik   |
| Ods | 12 | Nigel Mansell        | Lotus-Renault      | 6     | Krm. sistem |
| Ods | 40 | Stefan Johansson     | Spirit-Honda       | 4     | Motor       |